# Mistrzostwa Świata Juniorów w Narciarstwie Alpejskim 1989
8. Mistrzostwa świata juniorów w narciarstwie alpejskim odbyły się w dniach 5 kwietnia - 8 kwietnia 1989 r. w amerykańskim ośrodku narciarskim Aleyska na Alasce. Rozegrano po 5 konkurencji dla kobiet i mężczyzn. W klasyfikacji medalowej triumfowała reprezentacja gospodarzy, której zawodnicy zdobyli też najwięcej medali, sześć, w tym 3 złote, 2 srebrne i 1 brązowy. 

## Wyniki
| Pozycja | Zawodnik       | Narodowość | Czas    |
| ------- | -------------- | ---------- | ------- |
|         | Ed Podivinsky  | Kanada     | 1:28,93 |
|         | Daniel Brunner | Szwajcaria | 1:29,04 |
|         | Paulo Oppliger | Chile      | 1:29,07 |
| 4.      | Jeremy Nobis   | USA        | 1:29,16 |
| 5.      | Tommy Moe      | USA        | 1:29,36 |
| 6.      | Franco Colturi | Włochy     | 1:29,38 |

| Pozycja | Zawodniczka         | Narodowość | Czas    |
| ------- | ------------------- | ---------- | ------- |
|         | Sabine Ginther      | Austria    | 1:31,91 |
|         | Monika Kogler       | Austria    | 1:32,44 |
|         | Anja Haas           | Austria    | 1:32,61 |
| 4.      | Edda Mutter         | RFN        | 1:32,80 |
| 5.      | Barbara Merlin      | Włochy     | 1:33,16 |
| 6.      | Warwara Zielenskaja | ZSRR       | 1:33,25 |

| Pozycja | Zawodnik             | Narodowość | Czas    |
| ------- | -------------------- | ---------- | ------- |
|         | Tommy Moe            | USA        | 1:17,59 |
|         | Alex Mair            | Włochy     | 1:18,41 |
|         | Matej Jovan          | Jugosławia | 1:18,85 |
| 4.      | Matthew Grosjean     | USA        | 1:18,92 |
| 5.      | Alberto Senigagliesi | Włochy     | 1:18,96 |
| 6.      | Patric Elvedi        | Szwajcaria | 1:19,09 |

| Pozycja | Zawodniczka             | Narodowość | Czas    |
| ------- | ----------------------- | ---------- | ------- |
|         | Sabine Ginther          | Austria    | 1:20,69 |
|         | Katja Seizinger         | RFN        | 1:21,35 |
|         | Julie Parisien          | USA        | 1:21,81 |
| 4.      | Manuela Lieb            | Szwajcaria | 1:21,85 |
| 5.      | Sandrine Girard Berthet | Francja    | 1:22,18 |
| 6.      | Carola Spatschil        | RFN        | 1:22,19 |

| Pozycja | Zawodnik            | Narodowość | Czas    |
| ------- | ------------------- | ---------- | ------- |
|         | Jeremy Nobis        | USA        | 2:17,20 |
|         | Peter Olsson        | Szwecja    | 2:17,63 |
|         | Sergio Bergamelli   | Włochy     | 2:18,35 |
| 4.      | Matthew Grosjean    | USA        | 2:18,47 |
| 4.      | Kjetil André Aamodt | Norwegia   | 2:19,31 |
| 6.      | Patrick Holzer      | Włochy     | 2:19,65 |

| Pozycja | Zawodniczka          | Narodowość | Czas    |
| ------- | -------------------- | ---------- | ------- |
|         | Kimberly Schmidinger | USA        | 2:09,19 |
|         | Krista Schmidinger   | USA        | 2:09,69 |
|         | Katja Seizinger      | RFN        | 2:09,96 |
| 4.      | Manuela Lieb         | Austria    | 2:10,08 |
| 5.      | Sabine Ginther       | Austria    | 2:10,37 |
| 6.      | Christina Riegel     | Austria    | 2:10,41 |

| Pozycja | Zawodnik             | Narodowość | Czas    |
| ------- | -------------------- | ---------- | ------- |
|         | Sergio Bergamelli    | Włochy     | 1:39,32 |
|         | Gregor Grilc         | Jugosławia | 1:40,09 |
|         | Alberto Senigagliesi | Włochy     | 1:40,20 |
| 4.      | Daniele Chiocchetti  | Włochy     | 1:40,58 |
| 5.      | Kiminobu Kimura      | Japonia    | 1:41,55 |
| 6.      | Max Ancenay          | Francja    | 1:41,61 |

| Pozycja | Zawodniczka          | Narodowość | Czas    |
| ------- | -------------------- | ---------- | ------- |
|         | Gabriela Zingre-Graf | Szwajcaria | 1:41,48 |
|         | Gibson La Fountaine  | USA        | 1:42,25 |
|         | Manuela Lieb         | Austria    | 1:42,89 |
| 4.      | Florence Reymond     | Szwajcaria | 1:43,13 |
| 5.      | Tanis Hunt           | USA        | 1:43,14 |
| 5.      | Anja Haas            | Austria    | 1:43,51 |

| Pozycja | Zawodnik       | Narodowość | Punkty |
| ------- | -------------- | ---------- | ------ |
|         | Tommy Moe      | USA        |        |
|         | Matej Jovan    | Jugosławia |        |
|         | Daniel Brunner | Szwajcaria |        |

| Pozycja | Zawodniczka        | Narodowość | Punkty |
| ------- | ------------------ | ---------- | ------ |
|         | Edda Mutter        | RFN        |        |
|         | Krista Schmidinger | USA        |        |
|         | Anja Haas          | Austria    |        |

## Klasyfikacja medalowa
| Miejsce | Państwo           |   |   |   | złoto · srebro · brąz |
| ------- | ----------------- | - | - | - | --------------------- |
| 1.      | Stany Zjednoczone | 4 | 3 | 1 | 8                     |
| 2.      | Austria           | 2 | 1 | 3 | 6                     |
| 3.      | Włochy            | 1 | 1 | 2 | 4                     |
| 4.      | RFN               | 1 | 1 | 1 | 3                     |
|         | Szwajcaria        | 1 | 1 | 1 | 3                     |
| 6.      | Kanada            | 1 | 0 | 0 | 1                     |
| 7.      | Jugosławia        | 0 | 2 | 1 | 2                     |
| 8.      | Szwecja           | 0 | 1 | 0 | 1                     |
| 9.      | Chile             | 0 | 0 | 1 | 1                     |